# Јошко Гвардиол
Јошко Гвардиол (Загреб, 23. јануар 2002) професионални је хрватски фудбалер који наступа за Манчестер Сити и за репрезентацију Хрватске. Игра на позицији центархалфа, а може да игра и као леви бек.
Прве фудбалске кораке начинио је у Трешњевки, а касније је био у Динаму, где је касније играо и на професионалном нивоу. У септембру 2020. године постао је играч РБ Лајпцига, али је остао у Динаму до краја сезоне.
Играо је за неколико млађих категорија Хрватске, а за сениорску репрезентацију игра од 2021. године. Играо је за репрезентацију на Европском првенству 2020 (одржано 2021. године). Гвардиол је изабран у тим Златка Далића за Светско првенство 2022. На утакмици за треће место је постигао гол против Марока и са 20 година, десет месеци и 24 дана постао је најмлађи играч који је постигао гол за Хрватску на великом турниру.

## Трофеји
Динамо Загреб
- Прва лига Хрватске: 2019/20, 2020/21.
- Куп Хрватске: 2020/21.
- Суперкуп Хрватске: 2019.

РБ Лајпциг
- Куп Немачке: 2021/22, 2022/23.

Манчестер Сити
- Премијер лига: 2023/24.
- ФА Комјунити шилд: 2024.
- УЕФА суперкуп: 2023.
- Светско клупско првенство: 2023.

Хрватска
- Светско првенство: треће место 2022.